# Liste der Straßen und Plätze in Berlin-Konradshöhe

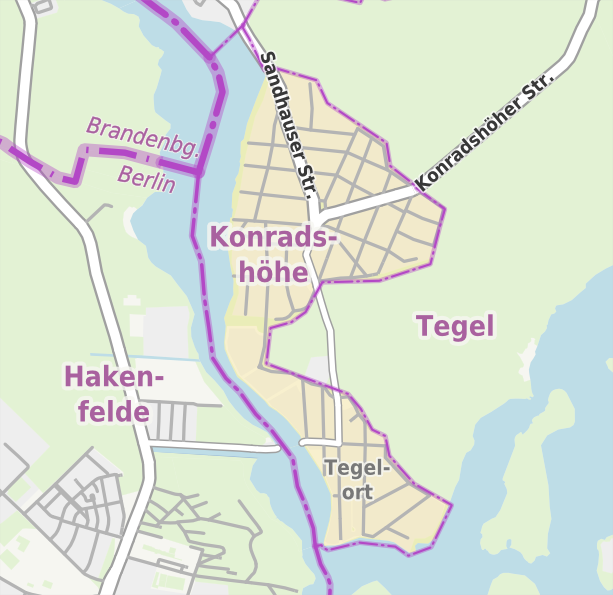
Übersichtskarte von Berlin-Konradshöhe

Die Liste der Straßen in Berlin-Konradshöhe stellt die im Berliner Ortsteil Konradshöhe liegenden Straßen mit ihren historischen Bezügen dar. Gleichzeitig ist diese Zusammenstellung ein Teil der Listen aller Berliner Straßen und Plätze.

## Überblick
Konradshöhe hat 6.167 Einwohner (Stand: 31. Dezember 2023) und umfasst den Postleitzahlenbereich 13505.
In Konradshöhe liegen 45 gewidmete Straßen und zwei Plätze. Von den Straßen gehören neun nur teilweise zum Ortsteil, wobei insbesondere die östliche Straßenseite zum Tegeler Forst als Ortsteilgrenze gehört. Der Ortsteil teilt sich in das nördliche Konradshöhe und das Gebiet Tegelort am Helgaweg, wo der Berliner Forst Tegel eine Engstelle von 140 Meter hat. Die summierte Länge aller Straßen im Ortsteil beträgt 10,3 Kilometer.
Bereits 1868 bestand hier ein Gehöft. Theodor Rohmann baute ohne Genehmigung und gegen den Willen der Behörden in der Gemarkung seine Kupferschmiede und bildete den Ausgang für diese Kolonie an der Havel, die zum beliebten Ausflugsziel der Berliner wurde. Siedlungskerne im Ortsteil sind die Kolonien Jörsfeld, Tegelort und Konradshöhe. Diese Ansiedlungen bestimmten die Entwicklung des Straßensystems. Konradshöhe – vorwiegend mit Straßennamen nach Vogelarten – liegt im Norden des heutigen Ortsteils, Tegelort liegt im Süden am Ufer von Havel und Tegeler See und Jöhrsfelde bildet den mittleren Teil, diese beiden Ortslagen einst mit Straßennamen nach Personen tragen zumeist Frauenvornamen. Die Straßen im Ortsteil sind im Vergleich zu anderen Siedlungsstraßen in Berlin breit. Da der Ortsteil bebaut ist kamen seit den 1970er Jahren keine neuen Straßen hinzu, neue Wohnbauten (oft Mehrfamilienhäuser) entstanden durch Verdichtung auf Freiflächen oder durch Grundstücksteilung.
Das Hauptstraßensystem verläuft entlang der Havel mit Anbindung von Heiligensee im Norden über Sandhauser, Eichelhäher-, Friederike-, Jöhrsstraße zur Autofähre über die Havel nach Hakenfelde. Hinzu kommt noch (Richtung Nordost) die Habichtstraße die von Tegel her die Konradshöher Straße an den Falkenplatz zur Sandhauser und Eichelhäherstraße führt. Im Berliner Straßenentwicklungsplan (StEP) sind die Zuführungen in den Ortsteil: Sandhauser Straße, Falkenplatz und Habichtstraße als regional und Eichelhäher-, Friederike- und Jörsstraße als ergänzend klassifiziert.

## Übersicht der Straßen und Plätze
Die nachfolgende Tabelle gibt eine Übersicht über die vorhandenen Straßen und Plätze im Ortsteil sowie einige dazugehörige Informationen.
- Name/Lage: aktuelle Bezeichnung der Straße oder des Platzes. Über den Link Lage kann die Straße oder der Platz auf verschiedenen Kartendiensten angezeigt werden. Die Geoposition gibt die Lage der ungefähren Mitte der Straßenlänge an.
- Im amtlichen Straßenverzeichnis nicht aufgeführte Verkehrswege sind mit * gekennzeichnet.
- Ehemalige oder nicht mehr gültige Straßennamen sind kursiv gesetzt. Für bedeutende ehemalige Straßen oder historische Straßennamen ist gegebenenfalls eine gesonderte Liste vorhanden.
- Länge/Maße in Metern:
Die in der Übersicht enthaltenen Längenangaben sind  gerundete Übersichtswerte, die in Google Earth mit dem dortigen Maßstab ermittelt wurden. Sie dienen Vergleichszwecken und werden, sofern amtliche Werte bekannt sind, ausgetauscht und gesondert gekennzeichnet.
Bei Plätzen sind die Maße in der Form a × b für rechteckige Anlagen und für (ungefähr) dreieckige Anlagen als a × b × c mit a als längster Seite angegeben.
Sofern die Straße auch in benachbarte Ortsteile weiterführt, gibt der Zusatz ‚im Ortsteil‘ an, wie lang der Straßenabschnitt innerhalb des Ortsteils dieses Artikels ist.
- Namensherkunft: Ursprung oder Bezug des Namens.
- Anmerkungen: weitere Informationen über anliegende Baudenkmale oder Institutionen, die Geschichte der Straße und historische Bezeichnungen.
- Bild: Foto der Straße oder eines anliegenden Objektes.

| Name/Lage                    | Länge/Maße (in Metern) | Namensherkunft                                                                                                | Datum der Benennung | Anmerkungen | Bild |
| ---------------------------- | ---------------------- | --- | ------------------- | --- | --- |
| Almazeile (Lage)             | 0180                   | Alma, weiblicher Vorname                                                                                      | 10. Apr. 1961       | Die Straße liegt zwischen Beate- und Friederikestraße, als Sackgasse bis zur Havel. Seit 1893 war hier die Kurze Straße angelegt, die im Bebauungsplan vom 18. Februar 1893 genannt und auf einer Karte von 1908 eingezeichnet ist. Die Straßen im Süden des Ortsteils (Tegelort) erhielten zumeist ihren Namen nach weiblichen Vornamen. Von der Almazeile liegen beidseits gleichbenannte Zuführungsstraßen zu Grundstücken, die hinter den Grundstücken von Friedericke- und Beatestraße liegen. | Almazeile · Almazeile von Beatestraße westwärts                                                                              |
| Am Eulenhorst (Lage)         | 0370 (im Ortsteil)     | Eulenhorst, nachtaktiver Beutegreifer, symbolische Benennung für die Lage am Forst                            | vor 1922-           | Die Straße liegt zwischen Eichelhäher- und Milanstraße. Die Straße 22 des Bebauungsplanes war hier trassiert. Straßen der Umgebung (im Norden des Ortsteils) erhielten ebenfalls Namen nach Vogelarten, mit Bezug zum Charakter von Konradshöhe als Gartenstadt. Die Straße liegt mit dem Straßenland und den Grundstücken 3–13 (ungerade) im Ortsteil. Am südlichen Straßenrand grenzt in Tegel der Tegeler Forst. | Am Eulenhorst |
| Am Krähenberg (Lage)         | 0560                   | Krähenberg, Erhebung im südlichen Zipfel des Tegeler Forstes                                                  | vor 1922-           | Die Straße liegt zwischen Rabenhorst- und Rohrweihstraße, weiter als Sackgasse zur Havel. Im Bebauungsplan war es die Straße 3. | Am Krähenberg |
| An der Krähenheide (Lage)    | 0270 (im Ortsteil)     | Krähenheide, alter Flurname am Krähenberg                                                                     | vor 1922-           | Die Straße liegt zwischen Steinkauzgasse und Waldkauzstraße, nach Bebauungsplan ist sie als Straße 26 trassiert. Straßenland und die bebauten Grundstücke am Westrand liegen im Ortsteil, der Wald an der Ostseite der Straße gehört zum Tegeler Forst in Tegel. | An der Krähenheide · An der Kräheide südwärts – links im Bild Tegeler Forst                                                  |
| Bärbelweg (Lage)             | 0520                   | Bärbel, Form des weiblichen Vornamens Barbara                                                                 | 10. Apr. 1961       | Die Straße liegt zwischen Buntspecht- und Luisenstraße. 1961 wurde die Uferstraße (zwischen Buntspecht- und Schillerstraße) mit der Havelstraße (zwischen Schiller- und Luisenstraße) zusammengefasst und neu benannt. Das Seeadlerufer (Konradshöhe) ist in den Jahren 1930 und 1947 (wahrscheinlich zusätzlich) als Uferstraße benannt worden. Die Havelstraße (Tegelort) wurde verkürzt und der südliche Teil am Ufer ist unbenannt geblieben. | Bärbelweg · Bärbelweg am östlichen Havelufer gelegen · Bärbelweg nach Süd (Richtung Tegelort)                                |
| Barschelplatz (Lage)         | 0070 × 20              | Barschel, Grundbesitzer in der Kolonie Conradshöhe der Gemeinde Heiligensee                                   | 25. Aug. 1894       | Der Platz ist schon im Bebauungsplan unter diesem Namen genannt. Er liegt am Südufer von Tegelort am Tegeler See gegenüber der Insel Valentinswerder, die zu Tegel gehört, 1925 aber noch zu Spandau. Am Platz treffen von Nordost die Scharfenberger Straße und von Nord die Beatestraße auf das Ufer an dem die Ortsteilgrenze zu Tegel verläuft. Am Platz, der eher einer Straße am Ufer gleicht befinden sich Bootsanlegeplätze. Über den Barschelplatz und insbesondere weiter nach West bis zur Fähre am Ufer entlang führt die Humboldt-Spur, die Nr. 16 der 20 Grünen Hauptwege© die als Erholungssystem durch Berlin führen. Hier lag die Endhaltestelle Tegelort der Heiligenseer Straßenbahn (Linie 28) | Barschelplatz · Barschelplatz am Tegelort nach Westen zur Havel gesehen · Barschelplatz 1913: Endhaltestelle der Straßenbahn |
| Baummardersteig (Lage)       | 0240                   | Baummarder, Raubtierart der Gattung der Echten Marder, Waldbewohner                                           | 21. Mai 1941        | Die Straße in der Ortslage Konradshöhe liegt zwischen Eichelhäher- und Nußhäherstraße, die hier trassierte Straße 310 des Bebauungsplans erhielt nicht wie die umliegenden Straßen den Namen einer Vogelart. An der Straße befindet sich die evangelische St. Agnes-Kapelle und das Haus Konradshöhe. | Baummardersteig · Baummarderstraße ostwärts                                                                                  |
| Beatestraße (Lage)           | 0520                   | Beate, weiblicher Vorname                                                                                     | 1. Okt. 1961        | Die 1961 umbenannte Straße liegt in der Ortslage Tegelort zwischen Barschelplatz (am Havelufer) und Gerlindeweg (in den sie übergeht). Sie geht etwa 120 Meter über den Jöhrsweg nach Norden und stößt an der Biegung nach Nordwest (ab hier Gerlindeweg) an den Tegeler Forst. So verläuft für 30 Meter am Ostrand der Straße die Ortsteilgrenze zu Tegel. Im Bebauungsplan vom 5. September 1893 wird sie als Grenzstraße genannt, offensichtlich wegen der Lage am Ostrand der Kolonie Jöhrsfelde. 1908 ist sie jedoch schon als Moltkestraße (parallel zu Bismarck- und Roonstraße) benannt. | Beatestraße · Beatestraße südwärts ab Almazeile                                                                              |
| Buntspechtstraße (Lage)      | 0230                   | Buntspecht, Vogelart der Familie der Spechte, besiedelt Wälder fast jeder Art, Parks und baumreiche Gärten    | 4. Sep. 1936        | Die Straße liegt am Übergang der Ortslage Konradshöhe zu Jöhrsfelde, wo der Tegeler Forst am weitesten nach Westen reicht. Sie liegt in Ost-West-Richtung zwischen Nußhäherstraße und Bärbelweg. Die Straße 9 des Bebauungsplans erhielt vor 1908 den Namen Goethestraße (parallel zur Schillerstraße). Die Umbenennung erfolgte, da es in Groß-Berlin durch die Eingemeindungen von 1920 mehrere Straßen gleichen Namens gab. | Buntspechtstraße · Buntspechtstraße vom Bärbelweg her links der Bootsclubpark                                                |
| Dohlenstraße (Lage)          | 0660                   | Dohle, Singvogelart der Familie der Rabenvögel                                                                | vor 1922-           | Die Straße 24 des Bebauungsplans für die Kolonie Konradshöhe wurde schon vor 1922 ortsbezogen nach einer Vogelart benannt und liegt zwischen Am Eulenhorst und der Waldkauzstraße. | Dohlenstraße · Dohlen- /Ecke Habichtsstraße nordwärts                                                                        |
| Dorndreherweg (Lage)         | 0350 (im Ortsteil)     | Dorndreher, Vogelart aus der Familie der Würger                                                               | vor 1922-           | Im Bebauungsplan ist sie als Straße 16 trassiert. Die Straße liegt zwischen Waldkauz- und Rabenhorststraße. Sie grenzt den Ortsteil gegen Tegel ab, das Straßenland und die Grundstücke gehören zum Ortsteil, an der Nordrand der Straße grenzt der Tegeler Forst. | Dorndreherweg |
| Edeltrautweg (Lage)          | 0370                   | Edeltraut, weiblicher Vorname                                                                                 | 10. Apr. 1961       | Die Straße war schon 1892 als Birkenstraße benannt worden, im Zuge der Umbenennung von mehrfach in Berlin vorhandenen Straßennamen und bei der Anpassung an die Namenswahl in der Ortslage nach Vornamen von Frauen erfolgte die Umbenennung der Straße zwischen Gerlindeweg und Jörsstraße. | Edeltrautweg · Edeltrautweg                                                                                                  |
| Eichelhäherstraße (Lage)     | 0370                   | Eichelhäher, Singvogel aus der Familie der Rabenvögel                                                         | vor 1922-           | Die Straße liegt zwischen Falkenplatz und Wildtaubenweg und liegt im Hauptstraßenzug nach Tegelort zwischen Sandhauser oder Habicht- und Friederickestraße. Die Straße ist im Bebauungsplan vom 11. Dezember 1896 als Hinterfeldstraße genannt und nach 1908 ist die Trasse als Straße 11 genannt. Als Name kam nach 1908 die Bezeichnung Tegelorter Straße auf. Noch vor 1922 wurde deren südlicher Teil passend zu den umgebenden Vogelnamenstraße in Eichelhäherstraße umbenannt. Deren nördlicher Abschnitt kam zur Sandhauser Straße. | Eichelhäherstraße · Eichehlhäherweg ab Falkplatz südwärts                                                                    |
| Elstergasse (Lage)           | 0370                   | Elster, Vogelart aus der Familie der Rabenvögel                                                               | vor 1922-           | Die Straße zwischen Rabenhorst- und Sandhauser Straße liegt in der Trasse von Straße 52 und Straße 328 nach Bebauungsplan. | Elstergasse |
| Falkenhorststraße (Lage)     | 0480                   | Falkenhorst, Horst eines Falken                                                                               | vor 1922-           | Die Straße liegt zwischen Falkenplatz und Steinadlerpfad, über den sie als Sackgasse noch westwärts bis ans Havelufer geht. Bereits vor 1902 war sie als Rohmannstraße benannt auf der Trasse von Straße 6 des Bebauungsplans von 1896. | Falkenhorststraße · Falkenhorststraße nach Ost gesehen                                                                       |
| Falkenplatz (Lage)           | 0160 × 70              | Falken, Gattung der Greifvögel aus der Familie der Falkenartigen                                              | 1896-               | Der Platz ist schon im Bebauungsplan vom 11. Dezember 1896 genannt. Es ist der zentrale Platz in der Ortslage Conradshöhe in Form eines Trapezes, in der Platzmitte liegt ein Wäldchen. Die Hauptstraßen Habicht-, Sandhäuser und Eichelstraße münden auf ihm und dazu von Ost Raben-, von West Falkenhorst- (am Südrand) und Stößerstraße (am Nordrand) und von Norden die Rabenhorststraße. Am Platz steht eine 1926 errichtete hölzerne Wartehalle der Straßenbahn der Gemeinde Heiligensee. Diese wurde im Mai 1913 bis Tegelort in Betrieb genommen, erhielt im Netz der Berliner Straßenbahn die Nummer 28 und wurde 1958 eingestellt.                                                                       | Falkenplatz · Falkenplatz ab Ecke Falkenhorststraße nordwärts                                                                |
| Friederikestraße (Lage)      | 0820 (im Ortsteil)     | Friederike, weiblicher Vorname                                                                                | 10. Apr. 1961       | 1961 wurden die Eichenallee durch den Tegeler Forst und die Bismarckstraße in Tegelort in Friederikestraße umbenannt. Die Straße liegt in Verlängerung der Eichelhäherstraße zwischen Wildtaubenweg und Almazeile, führt über letztere bis zum Ufer am Tegelort. Die um 1900 nach Bismarck benannte Straße in Tegelort war im Bebauungsplan als Colbergstraße vorgesehen. | Friederikestraße · Friederickestraße Blick Süd vom Ortsrand aus                                                              |
| Gabelweihstraße (Lage)       | 0290                   | Gabelweihe, Greifvogelart aus der Familie der Habichtartigen                                                  | vor 1922-           | Die Straße liegt zwischen Turmfalkenstraße und Am Eulenhorst in der Ortslage Konradshöhe. Zunächst verlief hier der Scharfenberger Weg der vor 1922 gemeinsam mit der Straße 21 als Gabelweihstraße umbenannt wurde, entsprechend der umliegenden Straßennamen nach Vogelarten. | Gabelweihstraße |
| Gerlindeweg (Lage)           | 0860 (im Ortsteil)     | Gerlinde, weiblicher Vorname                                                                                  | 21. Juni 1961       | Der Straßenzug grenzt an Tegel, da sich an der Nordseite der Straße der Tegeler Forst befindet, das Straßenland und die Grundstücke am Südrand gehören zum Ortsteil. 1892 wurde in der Kolonie Joehrsfelde hier der Dornstückenweg angelegt, der dann um 1908 gemeinsam mit der Namenswahl für umgebende Straßen nach Personen in Walderseestraße benannt wurde. Die Straße liegt zwischen Helga- und Beatestraße, wobei die letztere den Verlauf nach Süden biegend fortsetzt. Die „Grundschule am Tegelschen Ort“ liegt auf der Nordseite in den Tegeler Forst hinein und gehört zum Ortsteil. | Gerlindeweg · Gerlineweg in Blickrichtung Ost, links im Bild der Tegeler Forst                                               |
| Habichtstraße (Lage)         | 0550                   | Habicht, Greifvogelart der Familie der Habichtartigen                                                         | vor 1922-           | Die Straße liegt zwischen Falkenplatz und Ortsteilgrenze am Tegeler Forst. Die Konradshöher Straße setzt sie nach Nordost in und nach Tegel fort. Nach Bebauungsplan war sie als Straße 19 trassiert. Im Haus Nr. 8 trainierte Billy Jenkins Greifvögel und betrieb das „Café Conradshöhe“, später als „Restaurant Süßmilch“. Nach 1933 hatte er seinen Namen in E. Fischer geändert. | Habichtstraße · Habichtsstraße ab Waldkauzgasse                                                                              |
| Helgaweg (Lage)              | 0120                   | Helga, weiblicher Vorname                                                                                     | 10. Apr. 1961       | Er liegt zwischen Gerlinde- und Bärbelweg, der letztere führt am Havelufer entlang. Die Straße grenzt Jöhrsfelde nach Norden ab und liegt an der Engstelle des Ortsteils zwischen Tegeler Forst und Havel. Mit dem Ausbau der Kolonie wurde hier vor 1908 die Schillerstraße angelegt, da durch die Eingemeindungen 1920 nach Groß-Berlin dieser Straßenname mehrfach in Berlin vorhanden war, wurde im Zuge dieser Umbenennungen 1961 der Name an die in der Umgebung liegenden Straßen der Frauenname gewählt. | Helgaweg · Helgaweg in Richtung Havel                                                                                        |
| Jörsstraße (Lage)            | 0470                   | Adolph Rudolph Otto Joers (1846–1903), Hutmacher und -fabrikant, Gründer der Villenkolonie Joersfelde         | vor 1908-           | Sie liegt zwischen Theresenweg und Edeltrautweg, über die sie zur Havel an der Anlegestelle der Autofähre nach Spandau Aalemannufer führt. Der westliche Abschnitt von Friederickestraße ist als Hauptverkehrsstraße geführt, der Bus 222 fährt nach Ost von Friedericke- zur Beatestraße. Anfänglich war die Schreibung Joersstraße, seit 1956 als Jörsstraße. Die Straße ist im Bebauungsplan vom 25. August 1894 als Grenzstraße genannt, auf einer Karte von 1908 bereits als Joersstraße eingezeichnet. | Jörsstraße · Jörsstraße vom Ortsrand Richtung Havel                                                                          |
| Lachtaubenweg (Lage)         | 0250                   | Lachtaube, Vogelart aus der Familie der Tauben                                                                | 11. Dez. 1940       | Die Straße in der Ortslage Konradshöhe des Ortsteils liegt von der Elstergasse nach Norden bis zum Forst. Sie wurde 1940 auf der Trasse von Straße 327 angelegt und benannt. Die Straße endet im Norden am Ortsteilrand zu Tegel, jedoch liegen auch die östlichen Grundstücke innerhalb. 1943 war der Weg schon nahezu vollkommen bebaut, auch mit Sommerhäusern. | Lachtaubenweg |
| Luisenstraße (Lage)          | 0240                   | Luise, weibliche Vorname; (hier wohl) Königin Luise von Preußen (1776–1810)                                   | 28. Nov. 1892       | Die Straße ist bereits im Bebauungsplan unter diesem Namen projektiert und führt vom Gerlindeweg nach Südwest zur Havel. Sie gehörte damals zur Kolonie Joersfelde. | Luisenstraße · Luisenstraße nach Süd · Schulgebäude Luisenstraße etwa 1910                                                   |
| Marlenestraße (Lage)         | 0500                   | Marlene, weiblicher Vorname                                                                                   | 10. Apr. 1961       | Im Bebauungsplan vom 18. Juni 1897 als Roonstraße projektiert. Sie liegt zwischen Gerlindeweg und Jörsstraße, sowie über diese hinaus bis an das Havelufer in der südlichen Ortslage. | Marlenestraße · Marlenestraße nach Süd                                                                                       |
| Milanstraße (Lage)           | 0530                   | Milan, Gattung der Greifvögel                                                                                 | vor 1922-           | Vorher als Straße 25 trassiert liegt sie zwischen Am Eulenhorst und Habichtstraße (nahe Waldkauzstraße) und führt so fast bis zum Ortsteilrand. | Milanstraße · Milanstraße |
| Nußhäherstraße (Lage)        | 0830                   | Nusshäher, Vogelart aus der Familie der Rabenvögel                                                            | vor 1922-           | Die Straße liegt zwischen Falkenhorststraße und einem unbenannten dreieckigen Platz mit Helga- und Gerlindeweg. Nach Norden liegen die westlichen Grundstücke 1–61 (ungerade) links und die geraden (18–62) auf der Ostseite, wobei hier zwischen Wildtauben- und Gerlindeweg der Waldrand mit der Ortsteilgrenze zu Tegel liegt, wodurch die Grundstücke 2–16 (noch) nicht existieren. | Nußhäherstraße · Nußhäherstraße                                                                                              |
| Ottilienweg (Lage)           | 0300                   | Ottilie, weiblicher Vorname                                                                                   | 10. Apr. 1961       | Die Straße hieß bis 1961 Viktoriastraße und wurde bereits im Bebauungsplan von 1897 so genannt. Sie liegt zwischen Theresenweg (am Tegeler Forst) und Beatestraße. | Ottilienweg · Ottilienweg |
| Rabenhorststraße (Lage)      | 0460                   | Rabenhorst, das Nest des Raben                                                                                | vor 1922-           | Sie liegt zwischen Falkenplatz und Dorndreherweg. Nördlich der Elstergasse grenzen 50 Meter am Westrand der Straße an den Forst, der aber hier im Ortsteil liegt. Im Bebauungsplan ist sie als Straße 11a trassiert. | Rabenhorststraße |
| Rabenstraße (Lage)           | 0570                   | Raben und Krähen, durch ihre Laute auffällige Vögel der Familie der Rabenvögel                                | vor 1922-           | Die Straße 20 des Bebauungsplans liegt im Nordosten des Ortsteils zwischen Falkenplatz und Milanstraße, über letzteren geht sie noch bis an den Tegeler Forst. Dabei ist das Grundstück 41 und 41a mit der „Wald-Kita“ (Waldkinderheim) bevorzugt über An der Krähenheide erreichbar. | Rabenstraße · Rabenstraße ostwärts                                                                                           |
| Rauhfußgasse (Lage)          | 0220                   | Raufußkauz, eine kleine Eulenart                                                                              | vor 1922-           | Die Straße liegt zwischen Milanstraße und An der Krähenheide, sie führt im Osten bis an den Waldrand. | Rauhfußgasse · Rauhfußgasse                                                                                                  |
| Rohrweihstraße (Lage)        | 0670                   | Rohrweihe, Greifvogelart aus der Familie der Habichtartigen                                                   | vor 1922-           | Die Straße liegt im Nordwesten des Ortsteils zwischen der Falkenhorst- und Sandhauser Straße, parallel aber abseits vom Havelufer. Sie wurde als Bontestraße trassiert und war zunächst nach dem Bankier Moritz Bonte benannt, der an der Ecke Falkenhorststraße wohnte. Umbenannt wurde sie vor 1922 unter Einbeziehen von einem Teil der Straße 13. | |
| Sandhauser Straße (Lage)     | 1150 (im Ortsteil)     | Sandhausen, angrenzende Ortslage in Heiligensee, durch die die Straße führt                                   | 23. Sep. 1938       | Im Ortsteil vor 1938 als Bussardstraße. Dann wurde sie in die Sandhauser Straße, die vorher nur in Heiligensee verlief, als Verlängerung einbezogen. | Sandhauser Straße |
| Scharfenberger Straße (Lage) | 0400 (im Ortsteil)     | Scharfenberg, Insel im Tegeler See                                                                            | 25. Aug. 1894       | Die Straße führt vom Barschelplatz am Südrand von Tegelort (am Tegeler See) nordostwärts zum Theresenweg, der die Grenze zum Tegeler Forst und die Ortsteilgrenze zu Tegel bildet. Über ihre Verlängerung, den Schwarzen Weg, ist das Grundstück Scharfenberger Straße 50 (Berliner Kanu-Club „Borussia“) zu erreichen. Die westliche Straßenseite ist mit älteren Einfamilienhäusern bebaut, die östliche Straßenseite zum Tegeler See hin ist (teilweise entlang vom Tegelorter Ufer) mit Bauten seit den 1990er Jahren bis nahe an das Ufer bebaut. Hier befindet sich am Nordende der Straße eine Traditionsgaststätte.                                                                                        | Scharfenberger Straße · Scharfenberger Straße nach Nord vom Barschelplatz aus · Scharfenberger Straße vom Ortsrand Tegel her |
| Schwarzspechtweg (Lage)      | 0680                   | Schwarzspecht, Vogelart der Unterfamilie der Echten Spechte                                                   | 11. Dez. 1940       | Die Straße 308 wurde seit Anfang der 1930er Jahre bebaut und mit den anderen 300er Straßen 1940 ortsüblich nach einer Vogelart benannt. Sie liegt zwischen Eichelhäher- und Nußhäherstraße, führt jedoch über letztere westwärts bis an den Uferweg der Havel als Sackgasse und hat hier eine gleichnamige Seitenstraße, die Anliegerstraße für die Häuser der Bootclubs ist, deren Bootsstege nördlich vom Buntspechtweg an der Havel liegen und dort keine Fahrstraße haben. | Schwarzspechtweg · Schwarzspechtweg, nach Süden Seiten Straße                                                                |
| Spechtstraße (Lage)          | 0620                   | Specht, Familie der Ordnung Spechtvögel, mit mehr als 200 Arten                                               | vor 1922-           | Die Straße 18 des Bebauungsplans war 1922 bereits benannt und liegt zwischen Rabenhorst- und Milanstraße. Die breite Straße mit Gehwegen führt über die Habichtstraße und bildet hier durch die Kreuzung mit der Dohlenstraße einen unbenannten Platz von drei kreuzenden Straßen. | Spechtstraße · Spechtstraße                                                                                                  |
| Sperberstraße (Lage)         | 0500                   | Sperber, Greifvogel der Familie der Habichtartigen                                                            | vor 1922-           | Die Sperberstraße liegt nördlich parallel zur Stößerstraße zwischen Rabenhorststraße und nahe dem Havelufer, ab Rohrweihstraße westwärts als Sackgasse. Der Name im Bebauungsplan war Straße 4. | Sperberstraße |
| Steinadlerpfad (Lage)        | 0240                   | Steinadler, große Greifvogelart innerhalb der Familie der Habichtartigen                                      | 11. Dez. 1940       | Die Straße verläuft von der Falkenhorststraße parallel in einiger Entfernung zum Havelufer nach Süden und biegt nach 100 Metern ostwärts zur Nußhäherstraße. Sie war schon 1935 als Straße 311 angelegt und war bis zur ortsüblichen Benennung nach einer Vogelart mit Einfamilien- und Sommerhäusern bebaut. | Steinadlerpfad · Steinadlerpfad                                                                                              |
| Steinkauzgasse (Lage)        | 0220                   | Steinkauz, kleine, kurzschwänzige Eulenart aus der Familie der Eigentlichen Eulen                             | vor 1922-           | Die Straße liegt zwischen Milanstraße und der Krähenheide. Sie liegt parallel südlich von Waldkauz- und Rauhfußstraße. | Steinkauzgasse · Steinkauzstraße                                                                                             |
| Stößerstraße (Lage)          | 0430                   | Stößer, alternativ für den Sperber, wegen der „stürzenden“ Greifart                                           | vor 1922-           | Die Straße zwischen Falkenplatz und Havel wurde bereits vor 1910 angelegt und als Lindenstraße benannt. Im Weiteren wurde sie, wie in der Kolonie üblich, mit einem Vogelbegriff benannt, dabei wurde auch die noch unbebaute Straße 5 einbezogen. Ab Rohrweihstraße bis nahe an das Havelufer ist sie als Sackgasse ausgewiesen, eine Siedlungsstraße mit beidseits baumbestandenen Gehwegen. Die Stößerstraße liegt südlich parallel zur Sperberstraße. | Stößerstraße |
| Tannenhäherstraße (Lage)     | 0400                   | Tannenhäher, Vogelart der Familie der Rabenvögel                                                              | vor 1922-           | Die Straße liegt zwischen Wildtaubenweg und Baummardersteig. Sie ist im Bebauungsplan als Straße 307 trassiert und führte 1922 noch bis zur Falkenhorststraße, durch das heutige Gebiet des Kinder- und Jugendhilfezentrums „Haus Conradshöhe“, vormals „Erziehungsanstalt für Mädchen, Frauen und Kinder“. | Tannenhäherstraße · Tannenhäherstraße nordwärts                                                                              |
| Tegelorter Ufer (Lage)       | 0140                   | Tegelort, Villenkolonie im Ortsteil                                                                           | 13. Juni 1936       | Die Straße in Tegelort geht von der Scharfenberger Straße nach Osten ab und führt bis zum Ufer am Tegeler See, der mit der Uferlinie zu Tegel gehört. Projektiert war sie als Straße 17a des Bebauungsplans. | Tegelorter Ufer · Tegelorter Ufer in Richtung Tegeler See                                                                    |
| Theresenweg (Lage)           | 0400 (im Ortsteil)     | Therese, weiblicher Vorname                                                                                   | 10. Apr. 1961       | Die Straße war um 1900 in der Kolonie Tegelort als Humboldtstraße angelegt worden. Wegen der Namensgleichheit mit anderen Berliner Straßen erfolgte 1961 die ortsübliche Änderung nach einem Frauenvornamen. Sie liegt zwischen Jörs- und Scharfenberger Straße. Das Straßenland und die Grundstücke 1–15 am Südwestrand gehören zum Ortsteil, an der Nordostseite grenzt der Tegeler Forst, der zu Tegel gehört. | Theresenweg · Theresenweg |
| Turmfalkenstraße (Lage)      | 0870                   | Turmfalke, einer der häufigste Greifvögel in Mitteleuropa                                                     | vor 1922-           | Als Straße 23 trassiert, durchzieht sie die östliche Fläche der Ortslage Konradshöhe zwischen Am Eulenhorst und Dorndreherweg. | Turmfalkenstraße · Turmfalkenstraße                                                                                          |
| Waldkauzstraße (Lage)        | 0680 (im Ortsteil)     | Waldkauz, mittelgroße Eulenart, in Mitteleuropa die häufigste Eule                                            | vor 1922-           | Die Straße liegt im Norden des Ortsteils zwischen Rabenhorststraße und Am Krähenberg, sie kreuzt die Habichtstraße. Sie liegt auf der Trasse von Teilen der Straße 16 und Straße 17. Zwischen Dorndreherweg und Am Krähenberg bildet sie die Ortsteilgrenze, das Straßenland liegt im Ortsteil, am Nordrand grenzt Tegel mit dem Tegeler Forst. Zum Ortsteil gehören die Grundstücke 1–43 (ungerade) und 30–42 (gerade). | Waldkauzstraße · Waldkauzstraße am Tegeler Wald entlang                                                                      |
| Wildtaubenweg (Lage)         | 0390                   | Wildtauben, artenreiche Familie der Taubenvögel, die Familie umfasst etwa 42 Gattungen und mehr als 300 Arten | 13. Juni 1936       | Die Straße 309 wurde 1936 benannt. Sie bildet am Südrand der Ortslage Konradshöhe die Grenze zum Tegeler Forst. Die Straße liegt mit den Grundstücken 2–28 zwischen Friederickestraße (Jesus-Christus-Kirche) und Nusshäherstraße. | Wildtaubenweg |

## Straßensystem von 1925

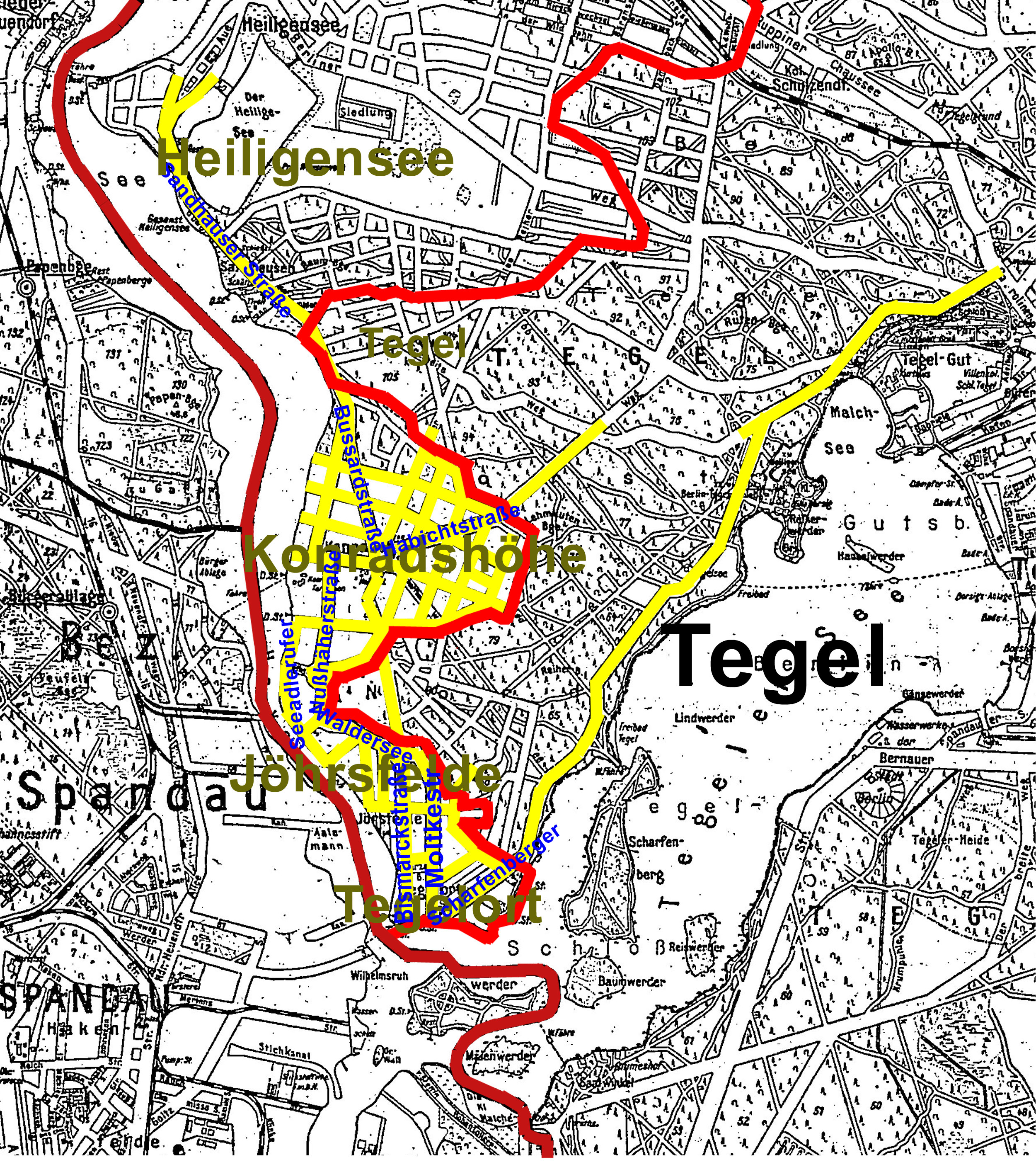
Das Straßensystem des Ortsteils um 1925 (Conradshöhe, Joersfelde, Tegelort)

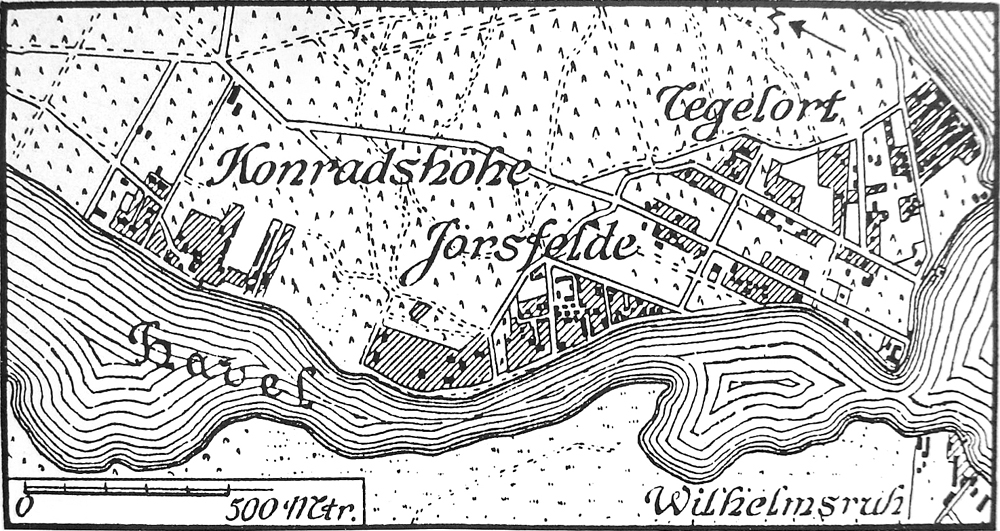
Straßen in den drei Kolonien

In Ergänzung zur obigen Karte 1925 werden hier die im Adressbuch 1925 aufgeführten Straßen gelistet. Die Straßen nach heutigem Stand sind zur obigen Tabelle verlinkt. Im Adressbuch von 1925 sind die drei Ortslagen des Ortsteils in verschiedenen Kapiteln geführt.
Tegelort mit Joersfelde
- ungeänderte Straßennamen: Joersstraße (1925 schon bebaut), Scharfenberger Straße (1925 schon bebaut), Luisenstraße (kaum bebaut)
- geänderte Straßennamen: insbesondere waren die hiesige Straßen mehrdeutig. Durch Eingemeindungen zu Groß-Berlin im Jahr 1921 waren gleichnamige Straßen in anderen Berliner Ortsteilen hinzugekommen. 1961 wurden im Ortsteil diese Straßen umbenannt und dazu ortsüblich für die Ortslage Tegelort Frauenvornamen gewählt.
  - Birkenstraße: zwischen Waldersee-/ Luisenstraße und Joerstraße/Havel mit den meist bebauten Grundstücken 1–21 in Hufeisennummerierung. Der Name seit 1961 ist → Edeltrautstraße.
  - Bismarckstraße: zwischen Walderseestraße und Havel, gekreuzt wird die Jörsstraße,  die Kurze Straße führt ostwärts zur Moltkestraße, zumeist sind die Grundstücke mit Einfamilienhäusern bebaut. An der Straße lag das Feuerwehrdepot der Stadt Berlin in Nr. 19, das Bootshaus von Ruderclub Nautilus in Nr. 24 und das „Restaurant zum Leuchtturm“ in Nr. 27/28. Die Straße war um 1900 nach dem Reichskanzler Otto von Bismarck benannt worden und seit 10. April 1961 heißt sie → Friederickestraße.
  - Eichenallee: sie verlängert als unbebaute Straße die Bismarckstraße, schon vor 1908 war die durch den Tegeler Forst führende Straße nach den Eichen im Wald benannt worden. Seit dem 10. April 1961 gehört sie zur Friederickestraße.
  - Goethestraße geht unbebaut von der Havelstraße ab. Schon vor 1908 wurde die Straße 9 nach dem Dichter Johann Wolfgang von Goethe benannt. Am 4. September 1936 erfolgte die Umbenennung ortsüblich nach einer Vogelart in → Buntspechtstraße.
  - Havelstraße liegt zwischen Havel und Goethestraße und geht über Schiller- und Luisenstraße mit acht bebauten und zwölf unbebauten Grundstücken hinweg. Diese Straße am Havelufer wurde zwischen 1918 und 1922 benannt. Zwischen 1947 und 1951 wurde das nach Norden verlängernde Seeadlerufer einbezogen. Am 10. April 1961 erfolgte die in der Ortslage Tegelort übliche Benennung nach Frauenvornamen als → Bärbelweg.
  - Humboldtstraße liegt zwischen Joersstraße und Tegeler See und kreuzt über Viktoria- und Scharfenberger Straße, sie ist überwiegend bebaut. Sie erhielt vor 1908 den Namen nach dem Gelehrten Wilhelm von Humboldt, dessen Wohnsitz im Schloss Tegel war. Am 10. April 1961 wurde die Straße in → Theresenweg benannt.
  - Kurze Straße liegt zwischen Havel und Moltkestraße und kreuzt die Bismarckstraße, sie ist 1925 unbebaut. Der Name der Straße, der schon am 18. Februar 1893 auf dem Bebauungsplan angegeben ist, bezieht sich auf die Straßenlänge als Querstraße. Am 10. April 1961 wurde sie in → Almazeile benannt.
  - Moltkestraße zwischen Walderseestraße und Havel, kreuzt die Joersstraße, die Kurze und die Viktoriastraße sind Seitenstraßen. Die Straße führt zum Barschelplatz im Süden und die meisten Grundstücke sind bebaut. Benannt wurde sie vor 1908 nach dem preußischen Militär von Moltke. Am 1. Oktober 1961 erfolgte die Umbenennung in → Beatestraße
  - Roonstraße liegt zwischen Walderseestraße und Havel, kreuzt die Joehrsstraße und ist 1925 zur Hälfte bebaut, darunter mit Bootswerft und Clubhaus des Segelclubs. Der Straßenname nach dem preußischen General und Kriegsminister Albrecht von Roon ist bereits im Bebauungsplan vom 18. Juni 1897 verzeichnet. Die Straße wurde am 10. April 1961 in → Marlenestraße umbenannt.
  - Schillerstraße: Sie liegt zwischen Walderseestraße und Havelstraße und ist auf Nr. 1–3 bebaut und auf der gegenüberliegenden Seite unbebaut. Parallel zur Goethestraße ist sie nach dem Dichter Friedrich Schiller benannt und schon auf einer Karte von 1908 verzeichnet. Seit 10. April 1961 heißt sie → Helgaweg.
  - Viktoriastraße: liegt bebaut zwischen Humboldt- und Moltkestraße. Die Straße ist im Bebauungsplan vom 19. März 1897 benannt und auf einer Karte von 1908 eingezeichnet. Sie ist nach der Gemahlin Wilhelms II., der letzten Deutschen Kaiserin, Auguste Viktoria benannt. Am 10. April 1961 wurde die Straße in → Ottilienweg umbenannt.
  - Walderseestraße liegt mit zwei bebauten Grundstücken am Forst entlang zwischen Moltke- und Schillerstraße und nach Süden sind Bismarck-, Roonstraße, Birkenallee und Luisenstraße Seitenstraßen, nach Norden die Eichenallee. Sie wurde schon vor 1908 nach dem preußischen General Alfred Graf von Waldersee benannt. Seit 21. Juni 1961 ist es der → Gerlindeweg.

Conradshöhe
- bebaute, im Namen seit 1925 unveränderte Straßen: Eichelhäherstraße (Post Tegel), Falkenhorststraße, Nußhäherstraße, Rohrweihstraße, Stößerstraße, Rabenhorststraße
- unbebaute oder kaum bebaute Straßen, deren Namen nach 1925 verblieben ist: Dohlenstraße, Dorndreherweg, Elstergasse, Am Eulenhorst, Falkenplatz, Gabelweihstraße, Habichtstraße, Am Krähenberg, An der Krähenheide, Milanstraße, Rauhfußgasse, Steinkauzgasse, Tannenhäherstraße, Turmfalkenstraße, Waldkauzstraße
- seit 1925 geänderte Straßennamen
  - Bussardstraße führt ab Falkenplatz mit den Seitenstraßen: Dorndreherweg, Rohrweihestraße, Am Krähenberg, Stößerstraße und liegt zumeist an unbebauten Grundstücken und am Forst. Noch vor 1922 wurde die Straße nach dieser Greifvogelart angelegt und benannt. Am 23. September 1938 wurde sie als Verlängerung in die → Sandhauser Straße einbezogen, diese bestand zuvor nur in der Kolonie Heiligensee.
  - Neuntötergasse: sie ist 1925 als Nebenstraße des Dorndreherwegs angegeben und unbebaut, benannt war sie dem Neuntöter einem alternativen Namen des Dorndrehers. Im Adressbuch 1936[12] ist sie noch als unbebaut genannt und im Adressbuch 1937 nicht mehr aufgeführt, sie wurde ersatzlos gestrichen.
  - Am Rabenhorst ist 1925 als unbebaut ab Milanstraße (neben Raben- und Rabenhorststraße) angegeben. Im Adressbuch 1930 ist sie nicht mehr vermerkt. Sie wurde von den Nachbarstraßen aus überbaut.
  - Seeadlerufer: es liegt entlang der Havel von der Falkenhorststraße südwärts und ist auch noch 1943 im Adressbuch als unbebaut vermerkt. Es wurde (wohl) zwischen 1947 und 1951 noch in die Havelstraße einbezogen und ist seit dem 10. April 1961, nur noch die als Fußweg genutzte Verlängerung der → Bärbelstraße. Hier liegen viele Bootsstege und Ruder- und Segelclubs, deren Grundstücke aber dem nach Süden verlaufenden Seitenzweig der landeinwärts liegenden Schwarzspechtstraße zugeordnet sind.

Schon vor 1925 wurden einige geplante oder angelegte Straßen umbenannt.
- Bontestraße: Die Straße ist bereits 1908 eingezeichnet und nach dem Berliner Bankier Moritz Friedrich Bonte (1847–1938)[16] benannt. Die Straße wurde vor 1922 unter Einbeziehen von einem Teil der Straße 13 in → Rohrweihstraße benannt.
- Colbergstraße: Der Name ist bereits am 18. Februar 1893 auf dem Bebauungsplan genannt. Der Name ist von dem Unternehmer Wilhelm Colberg abgeleitet, der in Tegelort zwei Lager zur Natureisaufbewahrung besaß.[17] Um 1900 wurde der „regionale“ Namensgeber durch den Reichskanzler Bismarck ersetzt, ehe 1961 die Umbenennung ortsüblich in → Friederikestraße erfolgte.
- Grenzstraße: als südliche Begrenzung, der von Joers geschaffenen Kolonie Joersfeld, ist sie unter diesem Namen im Bebauungsplan vom 25. August 1894 genannt. Jedoch wurde sie bereits vor 1908 als → Joersstraße geführt.
- Hinterfeldstraße: Der Name ist auf dem Bebauungsplan vom 11. Dezember 1896 vermerkt und bezieht sich auf das „Hinterfeld“[18] im südlichen Teil der Feldmark Heiligensees, zu der 1896 die spätere „Kolonie Conradshöhe“ noch gehörte. Sie wird vor 1908 als Straße 11 aufgeführt und bekam vor 1922 den ortsüblichen Namen einer Vogelart als → Eichelhäherstraße.
- Rohmannstraße ist im ersten Bebauungsplan als Straße 6 benannt und wurde zwischen 1896 und 1902  nach August Friedrich Theodor Rohmann[19] (1828–1902), einem Kupferschmied, Gastwirt und Grundbesitzer in Konradshöhe benannt. Sie ist 1922 schon in → Falkenhorststraße umbenannt. Zur Person Rohmann und seine Bedeutung für die Ansiedlung finden sich Angaben im Ortsteilartikel.
- Tegelorter Straße: Schon im Bebauungsplan vom 11. Dezember 1896 ist sie als die Straße nach Tegelort (dem Uferort am Zugang des Tegeler Sees zur Havel) verzeichnet, spätestens seit 1908 ist sie in der Karte eingezeichnet. Die Straße führte aus Richtung Heiligensee zur Villenkolonie Tegelort (heute die südliche Ortslage im Ortsteil Konradshöhe).[1] Bereits vor 1922 wurde der Teil südlich vom Falkenplatzin → Eichelhäherstraße und der nördliche in → Sandhauser Straße umbenannt.

Noch 1939 sind einige Straßennamen nach Bebauungsplan (neuer Plan: über 300) nummeriert oder nur verwiesen vorhanden: Straße 306 (unbebaut, mit siehe → Schwarzspechtweg), Straße 308 (teilweise bebaut), Straße 309 (unbebaut), Straße 310 (tw. bebaut, Sommerhäuser), Straße 311 (bebaut, Gärten) und Straße 327 (bebaut, → Lachtaubenweg).